# Ізотов Данило Сергійович
Данило Сергійович Ізотов  (рос. Данила Сергеевич Изотов, 2 жовтня 1991) — російський плавець, олімпійський медаліст.

## Виступи на Олімпіадах
| Олімпіада   | Дисципліна                            | Місце |
| ----------- | ------------------------------------- | ----- |
| Пекін 2008  | плавання на 200 метрів вільним стилем | 9     |
| Пекін 2008  | естафета 4 × 200 вільним стилем       | 2     |
| Лондон 2012 | плавання на 200 метрів вільним стилем | 8     |
| Лондон 2012 | естафета 4 × 100 вільним стилем       | 3     |